# 岩内神社 (岩内郡)
岩内神社（いわないじんじゃ）は、北海道岩内郡岩内町にある神社。神紋は「巴紋」。
石川県能美市にある岩内神社（いわうちじんじゃ）とは別の神社である。

## 概要
岩内町の小高い場所に位置している。

## 祭神
主祭神
- 応神天皇（おうじんてんのう）
- 市岐島比売神（いちきしまひめのかみ）
- 保食神（うけもちのかみ）

## 創建
寛政時代に、松前藩主が岩内請負である熊野屋与左衛門に命じて、市岐島比売神を祭祀させた事が始まり。

## 神階
正二位

## 年表
- 1876年（明治9年）：郷社となる。
- 1898年（明治31年）4月19日：岩内神社と改称する。
- 1920年（大正9年）7月：現在地に移転する。
- 1928年（昭和3年）11月9日：県社となる。
- 1953年（昭和28年）：例祭日を7月8日に変更する。
- 1967年（昭和42年）6月9日：近隣にある岩内高校の火災からの飛び火により拝殿が全焼する。

## 文化財

### 岩内町無形民俗文化財
- 岩内赤坂奴

## 交通アクセス
岩内バスターミナルから南方へ徒歩10分程度